# Boulevard Thimens
Le boulevard Thimens est une voie de Montréal. 

## Situation et accès
Ce boulevard de 6 kilomètres de long, situé dans le parc industriel de l'arrondissement Saint-Laurent, débute à la rue Sarleton tout près des voies ferrées qui sépare Saint-Laurent de Cartierville pour descendre vers le sud. De la rue Guénette au boulevard Poirier, le boulevard Thimens a un terre-plein central aussi large qu'une autoroute interurbaine pour pouvoir soutenir les pylônes hydro-électriques. À partir du boulevard Poirier, la largeur du terre-plein diminue considérablement pour retrouver une taille "normale" et le boulevard prend un axe est-ouest pour aller terminer à l'intersection de la rue Grenet juste devant le Centre des Loisirs de Ville Saint-Laurent.
Cette artère est aussi desservie par les autobus de la STM par différents circuits se rendant au Terminus Côte-Vertu.

## Origine du nom
La voie rend honneur à une famille établie à Saint-Laurent dans les années 1920 et plus particulièrement pour Georges-Lucien Thimens (1880-1952), un des premiers résidents du secteur.

## Historique
Cette artère a été nommée « boulevard Thimens » en 1956. 

## Bâtiments remarquables et lieux de mémoire
- Bibliothèque du Boisé
- Aréna Raymond-Bourque

## Source
- Nadon, Mario. Un patrimoine à découvrir. Les rues de Saint-Laurent. Répertoire toponymique. Ville de Saint-Laurent, [1993]